# Hypanthidium dentiventre
Hypanthidium dentiventre är en biart som först beskrevs av Heinrich Friese 1904.  Hypanthidium dentiventre ingår i släktet Hypanthidium och familjen buksamlarbin. Inga underarter finns listade i Catalogue of Life.